# Гуццанти, Сабина
Сабина Гуццанти (итал. Sabina Guzzanti; род. 25 июля 1963 года, Рим, Италия) — итальянская актриса.

## Биография
Сабина Гуццанти — старшая дочь знаменитого итальянского политического комментатора и журналиста Паоло Гуццанти (бывший сенатор с Forza Italia, действующий заместитель секретаря итальянской либеральной партии), окончила Академию драматического искусства в Риме. Её первое выступление на сцене вместе со своим братом Коррадо известным комиком, в серии юмористических передач. Затем снималась в телевизионных комедиях, таких как «Proffimamente…», «L’Араба Fenice» (режиссёр Антонио Риччи), «La TV delle ragazze and Scusate l’interruzione».